# ماركو كيشلي
ماركو كيشلي (بالصربية: Марко Кешељ) مواليد 2 يناير 1988 في بلغراد، جمهورية صربيا الاشتراكية، هو لاعب كرة سلة صربي. بدأ مسيرته الاحترافية في سنة 2004. يلعب مع نادي أوستند لكرة السلة. يبلغ طوله 6 قدم 9 بوصة (2.1 م). حقق المركز الأول في الألعاب الجامعية الصيفية 2009.

## المسيرة الاحترافية
لعب مع ميغا من سنة 2004 إلى 2006، ثم لعب مع سانت جوسيب في الدوري الإسباني في موسم 2006–2007، ثم لعب مع ريد ستار من سنة 2008 إلى 2010، ثم لعب مع أولمبياكوس من سنة 2010 إلى 2012، ثم لعب مع فالنسيا باسكت في الدوري الإسباني في موسم 2012–2013، ثم لعب مع لو مان سارت باسكت في الدوري الفرنسي في سنة 2013، ثم لعب مع أسفيل باسكت في موسم 2013–2014، ثم لعب مع ميغا في موسم 2014–2015.

## الميداليات
| الميدالية | المسابقة                                     |
| --------- | -------------------------------------------- |
| ذهبية     | الألعاب الجامعية الصيفية 2009                |
| ذهبية     | كأس العالم للشباب تحت 19 سنة لكرة السلة 2007 |

## إحصائيات المسيرة
| † | يشير إلى المواسم التي فاز فيها بالبطولة |

### الدوري الأوروبي
| السنة    | الفريق                     | لعب | بدأ | دقيقة | ميداني% | ثلاثية | حرة  | ارتداد | صنع | استلاب | تصدي | نقطة | أداء |
| -------- | -------------------------- | --- | --- | ----- | ------- | ------ | ---- | ------ | --- | ------ | ---- | ---- | ---- |
| 2010–11  | نادي أولمبياكوس لكرة السلة | 12  | 3   | 12.3  | .476    | .435   | .500 | 1.0    | .2  | .3     | .3   | 3.8  | 2.1  |
| 2011–12† | نادي أولمبياكوس لكرة السلة | 14  | 8   | 15.7  | .396    | .270   | .600 | 2.0    | .3  | .4     | .0   | 3.9  | 2.4  |
| المسيرة  |                            | 26  | 11  | 14.1  | .425    | .333   | .538 | 1.5    | .2  | .4     | .1   | 3.9  | 2.3  |

## روابط خارجية
- ماركو كيشلي على موقع الاتحاد الدولي لكرة السلة (الإنجليزية)
- ماركو كيشلي على موقع الدوري الأوروبي لكرة السلة (الإنجليزية)
- ماركو كيشلي على موقع الدوري الإسباني لكرة السلة (الإسبانية)
- ماركو كيشلي على موقع كرة السلة الأوروبية.كوم (الإنجليزية)
- ماركو كيشلي على موقع ريلجم (الإنجليزية)
- ماركو كيشلي على موقع بروبوليرز (الإنجليزية)
- ماركو كيشلي على موقع سبورتس رفرنس (الإنجليزية)